# Акча
Акча1 (тур. ак: бели, бели новац) ситни турски сребни новац, кован од времена султана Орхана (1326—59) до краја XVII века. У почетку је вредност акче 1/40 талира (гурша), односно 1/60 златног алтина, а касније вредност опада. Маса акче у почетку је била 1,07 gr, а касније јој је маса као и вредност опадала до 0,13 gr.
Кована је у многим ковницама Османског царства, па и на овим просторима у Сарајеву, Сребреници, Чајничу, Београду. Новом Брду, Кочанима, Скопљу и Ресену.
У каснијем турском новчаном систему 1 акча (аспра) вредела је три паре.